# Masurques op. 59 (Chopin)
Les Masurques op. 59 és una conjunt de tres masurques de Frédéric Chopin compostes i publicades el 1845.

## Masurca en la menor, op. 59, núm. 1
La Masurca en la menor, op. 59, núm. 1 és la peça d'obertura del conjunt. Conté molt cromatisme i transmet un retrat càlid i reconfortant, que conclou amb una melodia ascendent.

## Masurca en la bemoll major, op. 59, núm. 2
Masurca en la bemoll major, op. 59, núm. 2 és la segona i més curta de les Masurques op. 59, i dura al voltant de 2 minuts i mig. La peça comença amb un tema principal memorable que Chopin varia de tant en tant per tal de mantenir l'interès de la peça. La secció Trio de la peça és molt similar al tema principal, proporcionant poc contrast. L'obra conclou amb una coda interessant, plena d'alteracions i harmonies cromàtiques i acaba en un acord de tònica, que es repeteix quatre vegades.

## Masurca en fa sostingut menor, op. 59, núm. 3
La Masurca en fa sostingut menor, op. 59, núm. 3 és la peça final del conjunt; és una composició similar a un vals. Comença amb una melodia memorable i de gran abast, el segon tema és una mica més alegre que el primer. L'acompanyament de la mà esquerre, amb harmonies cromàtiques, tot i que no afecta la melodia que queda ben definida en tota la peça.